# Trishul (omroep)
Trishul is een Surinaamse omroep met uitzendingen via radio (Radio Trishul) en televisie (TV Trishul). Er worden culturele programma's uitgezonden waarmee gericht wordt op de Hindoestaanse bevolking. De eigenaar van de zender is The Broadcasting Network (TBN), een Surinaams mediabedrijf dat meerdere kanalen bezit.
De eerste uitzendingen van Trihul vonden plaats op 4 juni 1998. Zowel de radio- als televisie-uitzendingen zijn te ontvangen in Commewijne, Paramaribo, Saramacca, Wanica en in een deel van Para.
Er wordt Hindoestaanse muziek gedraaid en de uitzendingen zijn in de talen Nederlands en Sarnami Hindoestani. Het programma wordt op religieuze en nationale feestdagen aangepast, zoals het Holifeest, Navratri en Divali.
Op de radio bestrijkt het ochtendprogramma Bhajan zeven uur, van 3 tot 10 uur. Er worden afwisselende programma's uitgezonden, waaronder met verzoekrubrieken en rechtstreekse inbelmomenten, zoals het programma Aapas ki Baatein waar opvoeding centraal staat. De ochtenden starten met bhajans (liederen) gevolgd door katha's (preken), waarna de hoofdprogrammering begint.
De televisie-uitzendingen zijn via de kabel en het internet te ontvangen. Er worden Hindoestaanse, Nederlandstalige en Engelstalige programma's uitgezonden.